# Alexandra Le
Alexandra Le (født 3. maj 2004) er en kasakhstansk sportsskytte. 
Hun vandt bronzemedaljen ved sommer-OL 2024 i den blandede 10 meter luftriffel.
Alexandra blev født af en kasakhstansk mor af russisk oprindelse og kasakhstansk far af koreansk oprindelse.